# Francisco de Moraes
Pour les articles homonymes, voir De Moraes, Morais et Cabral.
Francisco de Moraes Cabral (qui s'écrit aussi Francisco de Morais Cabral) (1500?-1572) est un écrivain portugais. 
Né à Bragance, il est employé comme secrétaire de l'ambassadeur du Portugal en France. Il compose pendant ses deux voyages à Paris, en 1540 et 1546, un roman de chevalerie intitulé Palmerin d’Angleterre (Palmeirim de Inglaterra), dérivé de la série populaire Amadis de Gaule.
Cet ouvrage de Moraes connaît un succès considérable dans toute l'Europe, particulièrement en Angleterre à cause de son titre, où il est imprimé plusieurs fois. Luis Hurtado en fait une traduction en espagnol en 1547, qui précède la sortie de la version originale en portugais en 1567. Il est traduit en français par Eugène-François Garay de Monglave et est édité dans la Bibliothèque portugaise Warnier, (1829, Paris, 4 vol.) de E. Renduel, 
Moraes écrit également une autobiographie intitulée Desculpas de uns amores, faite en France, et qui n'est publiée qu'en 1624 après sa mort. 
Il meurt à Évora en 1572.